# Acacia turnbulliana
Acacia turnbulliana är en ärtväxtart som beskrevs av John Patrick Micklethwait Brenan. Acacia turnbulliana ingår i släktet akacior, och familjen ärtväxter. Inga underarter finns listade i Catalogue of Life.